# Karpaty Siepraw
Ludowy Klub Sportowy Karpaty Siepraw – polski klub piłkarski z Sieprawia.
Został założony w 1948. Obecnie grający w V lidze, gr. małopolskiej (zachód). Prezesem klubu jest Szymon Marek z Sieprawia, wiceprezesem Dawid Lenczowski. Grającymi trenerami są Konrad Korzeniowski oraz Krzysztof Zając.

## Stadion
Drużyna swoje mecze rozgrywa na stadionie piłkarskim mogącym pomieścić ok. 200 widzów; cała trybuna posiada zadaszenie.

## Sukcesy
Największym sukcesem drużyny seniorskiej jak na razie jest awans do dawnej III ligi (obecnie II liga). Wiele sukcesów odnoszą także drużyny juniorskie, m.in. w sezonie 2009/2010 juniorzy młodsi Karpat wywalczyli awans do najwyższej ligi wojewódzkiej.

## Zawodnicy
W klubie występowali Tomasz Poręba, Grzegorz Wesołowski, Waldemar Góra, Andrzej Bednarz, Krzysztof Przała.

## Szkolenie młodzieży
Obecnie klub posiada kilka drużyn młodzieżowych, zgłoszonych do oficjalnych rozgrywek. Trenerami zespołów młodzieżowych są obecni lub byli zawodnicy tego klubu. Przy klubie działa szkółka piłkarska, działająca na zasadach partnerstwa z Karpatami.